# Kissar
Il kissar (o kissir), conosciuto anche come gytarah barbaryeh, è uno strumento musicale a corde simile alla lira o alla cetra, originario dell'Africa settentrionale, in particolare dell'antica Nubia (Sudan) e ancora in uso agli inizi del XX secolo in Abissinia ed Egitto.

## Etimologia
Il termine kissar deriva forse dal greco κυθαρα, che significa "cetra".
Secondo un'altra ipotesi, il termine kissar significherebbe "cranio", "teschio" per via della sua forma.

## Caratteristiche
Il kissar è costituito da un corpo circolare, solitamente realizzato con un carapace di testuggine o da una tazza in legno, ed è fornito di cinque corde.
|  |

Veniva suonato tenendo la cassa con la mano sinistra.
Costituiva solitamente lo strumento principale in un'orchestrina che comprendeva dei tamburi.

## Uso cerimoniale
Il kissar poteva essere usato in occasione di cerimonie particolari, come matrimoni o nei culti chiamati zār.